# Аспр-сюр-Бюэш (кантон)
Аспр-сюр-Бюэ́ш (фр. Aspres-sur-Buëch) — кантон во Франции, находится в регионе Прованс — Альпы — Лазурный Берег, департамент Верхние Альпы. Входит в состав округа Гап.
Код INSEE кантона — 0503. Всего в кантон Аспр-сюр-Бюэш входит 8 коммун, из них главной коммуной является Аспр-сюр-Бюэш.

## Коммуны кантона
| Коммуна             | Население, чел. (1999) | Почтовый индекс | Код INSEE |
| ------------------- | ---------------------- | --------------- | --------- |
| Аспремон            | 303                    | 05140           | 05008     |
| Аспр-сюр-Бюэш       | 752                    | 05140           | 05010     |
| Ла-Бом              | 160                    | 05140           | 05019     |
| Ла-От-Бом           | 9                      | 05140           | 05066     |
| Ла-Фори             | 314                    | 05140           | 05055     |
| Монбран             | 52                     | 05140           | 05080     |
| Сен-Жюльен-ан-Бошен | 122                    | 05140           | 05146     |
| Сен-Пьер-д’Аржансон | 165                    | 05140           | 05154     |

## Население
Население кантона на 2007 год составляло 1 877 человек.
| 1962  | 1968  | 1975  | 1982  | 1990  | 1999  | 2006  | 2007  | 2008 |
| ----- | ----- | ----- | ----- | ----- | ----- | ----- | ----- | ---- |
| 1 529 | 1 740 | 1 568 | 1 634 | 1 648 | 1 703 | 1 825 | 1 877 | —    |